# Alfred Leurquin
Emile Alfred Leurquin (* 2. Februar 1876 in Corroy-le-Grand; † 26. Juli 1951 in Wavre) war ein belgischer liberaler Politiker.
Leurquin war eines von sechs Kindern von Nestor Leurquin (1849–1909) und Sidonie Severin (1849–1909). Er machte seinen Abschluss als Agraringenieur und wurde danach Bauer.
1926 wurde er zum Stadtrat von Wavre gewählt und war von 1927 bis 1949 (oder bis zu seinem Tod) Bürgermeister der Stadt. Von 1925 bis 1946 war er Mitglied des Senats.
In Wavre wurde ein Platz nach ihm benannt.